# Wood Norton (Norfolk)
Wood Norton – wieś w Anglii, w hrabstwie Norfolk, w dystrykcie North Norfolk. Leży 30 km na północny zachód od Norwich i 164 km na północny wschód od Londynu. Miejscowość liczy 221 mieszkańców.